# Maniola nuragiformis
Maniola nuragiformis är en fjärilsart som beskrevs av Ruggero Verity 1916. Maniola nuragiformis ingår i släktet Maniola och familjen praktfjärilar. Inga underarter finns listade i Catalogue of Life.